# Thomas Lauth
Thomas Lauth ( 1758 - 1826 ) fue un médico, y botánico francés. Fue profesor de Anatomía en Estrasburgo, y médico en el Hospital Civil.

## Algunas publicaciones

### Libros
- Histoire de l'Anatomie. Ed. Levrault. 606 pp. 1815 en línea

- Nosologia chirurgica: Accedit notitia auctorum recentiorum Platnero in usum praelectionum academicarum. Editor sumtibus A. Koenig, 141 pp. 1788 en línea

- Programma ad orationem inauguralem qua... Thomas Lauth, medicinae doctor,... in Universitate Argentoratensi... auspicabitur. Editor Typis J.H. Heitzii, 8 pp. 1785

- Scriptorum latinorum de aneurysmatibus colectio. Ed. Argent. 100 pp. 1785

- Elemens De Myologie Et De Syndesmologie. Volumen 1. Editor Deker, 204 pp. 1798 en línea

- La abreviatura «Lauth» se emplea para indicar a Thomas Lauth como autoridad en la descripción y clasificación científica de los vegetales.[2]